# Smile for.../Mou Ichido Dake
Singles de Aya Ueto
Namida no Niji/SAVE ME
(2007)
Smile for.../Mou Ichido Dake est le 16esingle de Aya Ueto sorti sous le label Pony Canyon le 24 juin 2009 au Japon. Il atteint la 10e place du classement de l'Oricon. Il se vend à 8 854 exemplaires la première semaine, et reste classé pendant 5 semaines, pour un total de 13 368 exemplaires vendus.
Smile for... a été utilisé comme thème de générique de fin de l'anime Katekyou Hitman REBORN!; et Mou Ichido Dake a été utilisé comme thème musical pour l'émission Renai Hyakkei. Smile for... se trouve sur l'album Happy Magic ~Smile Project~.

## Liste des titres
| 1. | Smile for...                   | Kohmi Hirose | Kohmi Hirose   | 3:09 |
| 2. | Mou Ichido Dake                | Ryoji        | Ryoji, Naoki-T | 4:35 |
| 3. | Smile for... ~Instrumental~    | Kohmi Hirose | Kohmi Hirose   | 7:04 |
| 4. | Mou Ichido Dake ~Instrumental~ | Ryoji        | Ryoji, Naoki-T | 3:07 |

| 1. | Smile for... |  |
| 2. | Off Shot     |  |